# Estrangulador

Esquema de la sección transversal de un carburador básico, que muestra la válvula de estrangulamiento en la parte superior

En un motor de combustión interna, un estrangulador, también denominado cebador, ahogador o estárter, es un dispositivo mecánico que modifica la presión de aire en el colector de admisión, alterando así la proporción entre el combustible y la cantidad de aire que se suministra al motor. Se utiliza generalmente en motores atmosféricos con carburador, con el fin de suministrar una mezcla de combustible más rica para facilitar el arranque de un motor, especialmente a bajas temperaturas. La mayoría de las válvulas de estrangulamiento en los motores son válvula de mariposa montadas en el colector aguas arriba del carburador para producir un vacío parcial más alto, lo que aumenta la riqueza de combustible de la mezcla.
En contextos de ingeniería de fluidos o de la industria pesada, una válvula de estrangulamiento o válvula de choque es un diseño particular de válvula de control de la mezcla de fluidos, que consiste en un cilindro sólido colocado dentro de otro cilindro ranurado.

## Carburador

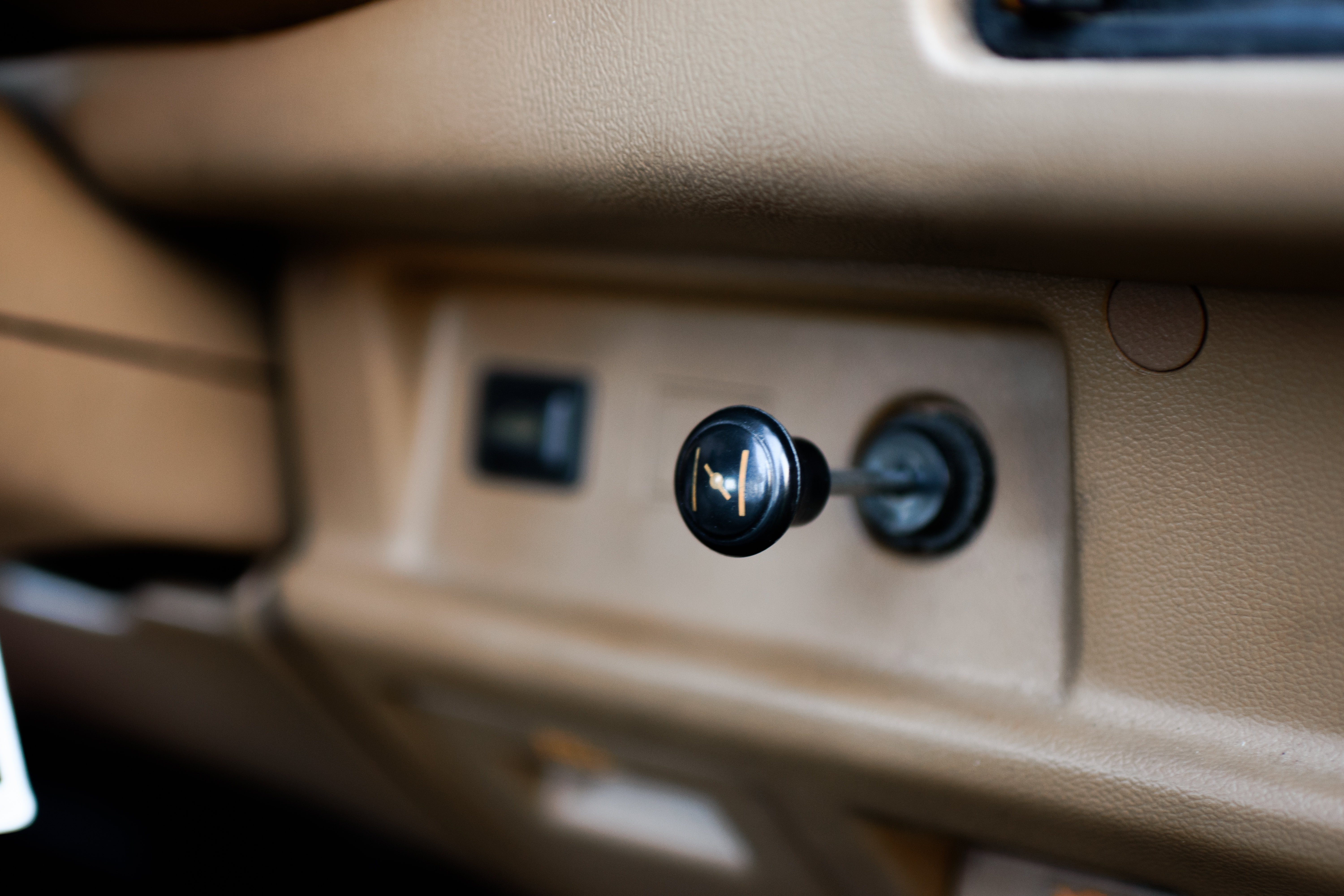
El tirador del estrangulador en un Hyundai Excel

A veces se instala una válvula de estrangulamiento en el carburador de los motores de combustión interna. Su propósito es restringir el flujo de aire, enriqueciendo así la proporción de combustible mientras arranca el motor. Dependiendo del diseño y la aplicación del motor, la válvula puede ser activada manualmente por el operador del motor (a través de un palanca o tirador) o automáticamente por un mecanismo sensible a la temperatura llamado estangulador automático.
Las válvulas de estrangulamiento son importantes especialmente para los motores de gasolina de aspiración natural, debido a que las pequeñas gotas de gasolina no se evaporan bien dentro de un motor frío. Al restringir el flujo de aire en la garganta del carburador, la válvula de estrangulamiento reduce la presión dentro de la garganta, lo que hace que se empuje una cantidad proporcionalmente mayor de combustible desde el flujo principal hacia la cámara de combustión durante la operación de arranque en frío. Una vez que el motor está caliente (gracias al calor generado por la combustión), la apertura de la válvula del estrangulador restaura el carburador a su funcionamiento normal, suministrando combustible y aire en la proporción estequiométrica correcta para una combustión limpia y eficiente.
Debe tenerse en cuenta que el término «estrangulador» se aplica al dispositivo de enriquecimiento del carburador incluso cuando funciona con un método totalmente diferente. Comúnmente, los carburadores SU tenían «estranguladores» que funcionaban incrementando el chorro de combustible situando en el orificio de alimentación una parte más estrecha de la aguja de regulación. Otros modelos de carburador funcionan introduciendo un paso de combustible adicional a la cámara de depresión constante.
Los estranguladores eran casi universales en los automóviles hasta que la inyección de combustible comenzó a reemplazar a los carburadores. Las válvulas de estrangulamiento siguen siendo comunes en otras aplicaciones de combustión interna, incluida la mayoría de los motores portátiles pequeños, como en el caso de motocicletas, aviones pequeños impulsados por hélice, cortadoras de césped motorizadas y motores marinos de aspiración normal.

## Industria
En contextos de industria pesada o ingeniería de fluidos, una válvula de estrangulamiento es un diseño particular de válvula que permite subir o bajar un cilindro sólido (llamado «tapón» o «vástago») que se coloca alrededor o dentro de otro cilindro que tiene orificios o ranuras. El diseño de una válvula de estrangulamiento significa que los fluidos que circulan a través del cilindro ranurado provienen de todos los lados y que las corrientes de flujo (a través de los orificios o ranuras) chocan entre sí en el centro del cilindro, disipando así la energía del fluido a través de «impacto de flujo». La principal ventaja de las válvulas de estrangulamiento es que pueden diseñarse para tener una relación totalmente lineal entre el caudal y la posición del vástago de cierre de la válvula.
Las válvulas de estrangulamiento industriales de servicio pesado controlan el flujo a un cierto coeficiente de flujo (Cv), que está determinado por cuánto se abre la válvula. Se utilizan habitualmente en la industria petrolera. Para fluidos altamente erosivos y corrosivos, a menudo están fabricadas a base de carburo de wolframio o de inconel.